# 10324 Vladimirov
10324 Vladimirov este un asteroid din centura principală de asteroizi.

## Descriere
10324 Vladimirov este un asteroid din centura principală de asteroizi. A fost descoperit pe 14 noiembrie 1990 la Observatorul de Astrofizică din Crimeea de Liudmila Karacikina. Asteroidul prezintă o orbită caracterizată de o semiaxă mare de 2,42 ua, o excentricitate de 0,20 și o înclinație de 1,6° în raport cu ecliptica.